# 陵水暗罗
陵水暗罗（学名：Polyalthia nemoralis）为番荔枝科暗罗属的植物。分布在越南以及中国大陆的海南等地，生长于海拔800米的地区，一般生于山地林中荫湿处，目前尚未由人工引种栽培。